# بستان الجامع
بستان الجامع لجميع تواريخ الزمان هو كتاب وقائع عربي مجهول كُتِب في سوريا خلال عهد الدولة الأيوبية.
كُتِب بستان الجامع، ربما في حلب، في سنتي 1196 و1197 (التقويم الهجري: 592-593)، ويُعتقد أنه استكمل كتابته مصر. ينقسم الكتاب إلى مخطوطتين، ويعود للقرن الرابع عشر، وتتواجد المخطوطة الأولى الآن في قصر طوب قابي باسطنبول 2959، والثانية بمكتبة بودلي في جامعة أكسفورد 172. في مخطوطة اسطنبول، يظهر النص معطوبًا ولكن الكتابة اليدوية رائعة. يعزو الكاتب الكتاب إلى قاضِ في الإسلام اسمه عماد الدين الأصفهاني، ولكن وإن لم يكن قد أخطأ بذلك، فيجب أن يكون لشخص مختلف عن عماد الدين أصفهاني، وهو مؤلف كتاب «البرق الشامي»، الذي تُعد معلوماته عن عهد صلاح الدين الأيوبي أقل شمولاً من تلك الموجودة في كتاب بستان الجامع وأحيانًا تتناقض معها. أضاف الكاتب تكملة إلى الكتاب الذي يأخذ الحكاية إلى أيام الملك الظاهر بيبرس، وذلك بالاعتماد على أعمال ابن الأثير الجزري وابن واصل.
بستان الجامع هو «تاريخ عاري وملخص للإسلام»، وهو يركز على مدينة حلب السورية ومصر، ولكنه يحتوي على معلومات غير موجودة في أي مصدر سابق، ولكنه غالبًا ما يكون مصدرًا أصليًا، خاصة فيما يتعلق بمصر. يشارك الكتاب مصدرًا مفقودًا مع ابن أبي طيء ويذكر أبوعبدالله العظيمي. تعتمد أعمال ابن أبي الدم وابن واصل اللاحقة إما على بستان الجامع أو على أحد مصادره المفقودة، التي يمكن أن يكون إحداها مصدرًا شيعيًا. استفاد ابن خلكان وابن ميسّر والجزائري من بستان الجامع كمصدر، كما أنه مصدر قيِّم للحملات الصليبية المبكرة.